# Красне (Переворський повіт)
Красне (пол. Krasne) — село в Польщі, у гміні Адамівка Переворського повіту Підкарпатського воєводства.
Населення — 373 особи (2011).

## Розташування
На заході Межує з Адамівкою, на півночі з Майданом Сінявським, на сході з Павловим, а на півдні з Добчою.

## Історія
У 1831 р. село належало до парохії Майдан Сінявський Ярославського деканату Перемишльської єпархії, у селі було 314 парафіян, при церкві діяла парохіяльна школа.
Відповідно до «Географічного словника Королівства Польського» Красне знаходилося у Ярославському повіті Королівства Галичини і Володимирії, на піщаних рівнинах над річкою Кутильниця, притокою річки Любінки (правої притоки Сяну). З кількох сторін село оточували соснові бори (як і тепер). В селі не було власної парафії, громада була частиною римо-католицької і греко-католицької парафій Майдану Сінявського. Населення становило 520 мешканців, у тому числі 176 римо-католиків, 335 греко-католиків, 9 євреїв.
Землі села належали з початку XVIII століття графам Чарторийським, зокрема у 2-ій пол. XIX ст. — графині Ізабеллі Дзялинській з Чарторийських.
У 1939 році в селі проживало 650 мешканців, з них 380 українців-грекокатоликів, 260 поляків (частина римо-католиків розмовляла українською мовою) і 20 євреїв. Село входило до ґміни Адамівка Ярославського повіту Львівського воєводства. Греко-католики належали до парафії Майдан Сінявський Сінявського деканату Перемишльської єпархії.
У середині вересня 1939 року німці окупували Красне, однак вже 28 вересня 1939 року мусіли відступити, оскільки за пактом Ріббентропа-Молотова правобережжя Сяну належало до радянської зони впливу. 27.11.1939 постановою Верховної Ради УРСР село у складі правобережної частини Ярославського повіту в ході утворення Львівської області включене до Любачівського повіту, а 17 січня 1940 року включене до Синявського району. В червні 1941, з початком Радянсько-німецької війни, Красне знову було окуповане німцями. В липні 1944 року радянські війська оволоділи селом, а в жовтні 1944 року правобережжя Сяну зі складу Львівської області передано Польщі.
1945 року з села вивезли 144 українців (34 сім'ї). Переселенців розподілили між Станіславською, Дрогобицькою та Тернопільською областями.
У 1975-1998 роках село належало до Перемишльського воєводства.

## Демографія
Демографічна структура станом на 31 березня 2011 року:
|          | Загалом | Допрацездатний вік | Працездатний вік | Постпрацездатний вік |
| -------- | ------- | ------------------ | ---------------- | -------------------- |
| Чоловіки | 187     | 52                 | 116              | 19                   |
| Жінки    | 186     | 48                 | 102              | 36                   |
| Разом    | 373     | 100                | 218              | 55                   |